# Athyreus langeri
Athyreus langeri is een keversoort uit de familie cognackevers (Bolboceratidae). De wetenschappelijke naam van de soort werd in 1999 gepubliceerd door Henry Fuller Howden.